# Lægestenfrø
Lægestenfrø (Lithospermum officinale), ofte skrevet læge-stenfrø, er en flerårig, 40-80 centimeter høj plante i rublad-familien. Det er en rigt forgrenet urt med tætsiddende blade, der har tydelige sidestrenge. Den gullighvide krone er 3-6 millimeter. Delfrugterne er ovale, afrundede, hvide, glatte og skinnende.

## Hjemsted
Lægestenfrø er udbredt på den Nordlige halvkugle, dvs. i Mellemøsten, Europa, Centralasien og Nordamerika. Arten er knyttet til kalkrig og næringsrig jordbund ved kystskrænter og langs vejkanter, på overdrev og i grusgrave. I Danmark er lægestenfrø temmelig sjælden på Øerne på kystskrænter og i skovbryn på kalkrig bund. Den blomstrer i juni og juli.
På gravhøjen, Lille Maglehøj, i Halsnæs Kommune findes en lysåben vegetation. Her vokser arten sammen med bl.a. almindelig gyldenris, almindelig hvene, almindelig kongepen, almindelig kællingetand, bitter bakkestjerne, brombær, engrapgræs og slåen.

## Galleri
|  |  |  |  |  |